# Sinularia vanderlandi
Sinularia vanderlandi is een zachte koraalsoort uit de familie Alcyoniidae. De koraalsoort komt uit het geslacht Sinularia. Sinularia vanderlandi werd in 2001 voor het eerst wetenschappelijk beschreven door van Ofwegen en is vernoemd naar de Nederlandse zeebioloog Jacob van der Land. 